# (3160) Angerhofer
Angerhofer és l'asteroide número 3160. Va ser descobert per l'astrònom Edward L. G. Bowell des de l'observatori d'Anderson Mesa, Flagstaff (Arizona, Estats Units), el 14 de juny de 1980. La seva designació alternativa és 1980 LE.